# 스포원파크
스포원파크(Spo 1 Park)은 대한민국 부산광역시에 있는 스포츠 시설 단지이다. 2002년 7월 11일에 '금정체육공원'으로 준공되었고, 2008년 6월 24일에 '스포원파크'로 명칭을 변경했다. 싸이드롬, 스포원파크 보조경기장 등이 갖춰져 있다.

## 참고 문헌
- 〈스포원파크〉. 《대한민국 구석구석》. 한국관광공사.
- 《전국 공공체육 시설 현황 (2017년말 기준)》. 대한민국 문화체육관광부. 2019.

## 같이 보기
- 스포원파크 보조경기장